# Brachynemurus exigua
Brachynemurus exigua là một loài côn trùng trong họ Myrmeleontidae thuộc bộ Neuroptera. Loài này được Navás miêu tả năm 1920.